# Sébastien Roch (personaje)
 Sébastien Roch  es el personaje epónimo de la novela Sébastien Roch, del escritor francés Octave Mirbeau  (1890).

## Asesinato de un alma de niño
El joven Sébastien (Sebastián) Roch, cuyo nombre y apellido son significativos, es el hijo de un ferretero de Pervencheres, un pueblo de la comarca del Perche (Normandía, Francia). Huérfano de madre y en manos de un padre estúpido, imbuido de su importancia y que por lo general no se ocupa más que de sí mismo, el niño goza de una gran libertad y se va desarrollando naturalmente. Tiene la virilidad viva, la gracia elástica de los árboles jóvenes que han crecido llenos de savia en fierra fértil y el candor imperturbable de su vida vegetal”.

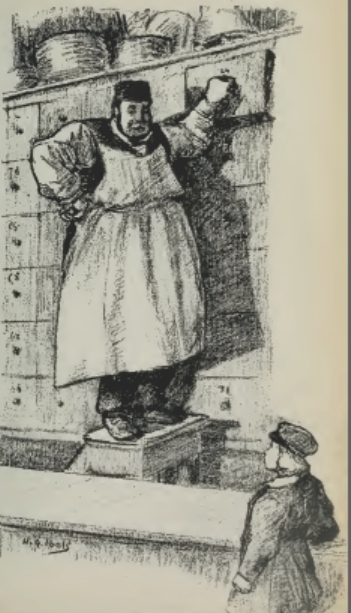
Henri-Gabriel Ibels, el joven Sebastián Roch y su padre, 1906

Pero, cuando su padre, por vanidad, lo sacrifica, como Abraham a Isaac, ofreciéndolo en alimento a los jesuitas de Vannes (Bretaña), sus cualidades naturales y el genio potencial que dormían en él se disipan, debido sobre todo al mortal aburrimiento de las clases, a la idiotizante propaganda política y religiosa, la insoportable disciplina – casi militar – y a la moral represiva y contra natura del colegio. Después de la violación del espíritu llega la del cuerpo, realizada por su profesor de estudios, el padre De Kern, que lo inicia en la belleza de la poesía y las bellas artes para poder manipularlo y, finalmente, conseguir llevarlo a su habitación. Pero, ante el miedo de que se vaya de la lengua y termine denunciándolo, De Kern lo acusa de ser culpable de amistades muy particulares con su compañero Bolorec. De nada le sirve protestar de su inocencia. Sebastián es irremisiblemente expulsado del colegio para salvaguardar el prestigio de la institución.
De nuevo en casa de su padre, con el que no se habla y que incluso desea su muerte, Sebastián arrastra su aburrimiento con la impresión de que algo se ha destruido en él. Se siente sucio y su curiosidad intelectual está adormecida. Es incapaz de todo esfuerzo continuado y su sexualidad ha sido completamente perturbada. La noche antes de marcharse a la guerra (la guerra franco prusiana, 1870), Margarita, su amiga de la infancia, se le entrega. Él la posee con un furor de muerte que con dificultad logra frenar. Movilizado por el ejército del Loira, donde tiene la suerte de volver a encontrar a Bolorec, está decidido a no matar a un solo enemigo. Muere de una manera absurda, herido por el disparo de un cañón de los prusianos, lanzado en respuesta a otro disparo de un joven oficial frívolo e irresponsable.

## Un antihéroe
Sebastián Roch es un antihéroe en la medida en que su vida ha sido completamente inútil al tiempo que su muerte es una total absurdidad. 
A través de su patético recorrido biográfico Octave Mirbeau pone en entredicho el conjunto de las instituciones y denuncia particularmente el lavado de cerebro llevado a cabo por la Iglesia católica, al tiempo que estigmatiza la solidaridad de los padres del colegio con los depredadores de niños que albergan en su seno, los cuales gozan de una impunidad total.